# Kuusis grynnan
Kuusis grynnan (finska: Vähän-Kuusten riutta) är en ö nära Innamo i Nagu,  Finland.   Den ligger i Pargas stad i den ekonomiska regionen  Åboland  och landskapet Egentliga Finland. Ön ligger omkring 5 kilometer nordost om Innamo, omkring 13 kilometer nordväst om Nagu kyrka,  31 kilometer sydväst om Åbo och 170 km väster om Helsingfors. Närmaste allmänna förbindelse är förbindelsebryggan vid Innamo som trafikeras av M/S Falkö.